# Ibrahim Hadžiomerović
Ibrahim Hadžiomerović (1886 Sarajevo, Bosna a Hercegovina – ?) byl bosenskohercegovský právník a politik bosňáckého původu.

## Život
V rodném městě navštěvoval vyšší gymnázium (maturoval 1908), nato se zapsal na studium práv na Právnické fakultě Univerzity v Záhřebu. Studium předčasně ukončil a zaměstnal se jako úředník bosenského zemského sněmu, saboru. Za první světové války byl mobilizován do rakousko-uherského vojska. Bojoval na Východní frontě v Haliči, kde byl zajat carskou armádou. Následně vstoupil jako dobrovolník do srbského vojska v Rusku. Na konci roku 1918 uvítal vznik nového jihoslovanského státu.
Po válce dokončil studium práv v Záhřebu a nato pracoval jako soudce Správního soudu v Sarajevu. Roku 1922 byl coby vládnoucímu režimu zcela oddaný muslim jmenován sarajevským starostou. Na tomto postu setrval až do roku 1928 (podle jiných zdrojů do roku 1927), kdy v prvních obecních volbách od války zvítězila Jugoslávská muslimská organizace, vůdčí politické hnutí muslimů mezi světovými válkami. Znovu se pustil do studia práv a získal doktorát. Po zavedení královské diktatury roku 1929 a zrušení historických zemských hranic uvnitř Jugoslávie byl jmenován podbánem nově vzniklé Drinské bánoviny. Od roku 1930 byl členem Vakufského ředitelství v Sarajevu, které spravovalo majetek islámských nadací, vakufů, v Bosně a Hercegovině. Roku 1935 byl penzionován.